# Yahya Ould Hademine
Yahya Ould Hademine (en arabe : يحيى ولد حدأمين), né le 31 décembre 1953 à Timbedra, est un homme d'État mauritanien issu de la tribu de Laghlal, il fut Premier ministre de Mauritanie du 21 août 2014 au 30 octobre 2018.

## Biographie
Yahya Ould Hademine est titulaire d'un diplôme d’ingénieur en génie métallurgique de l'École polytechnique de Montréal obtenu en 1979. 
Il commence sa carrière comme chef de service exploitation aciérie de la Société nationale industrielle et minière (SNIM) en 1979. 
Il occupe ensuite le poste de Chef de service achats de la SNIM de 1985 à 1988 puis le poste de Directeur général de la SAFA (une filiale de la SNIM) entre 1989 et 2003, et devient le Directeur général de l’ATTM, une société d'assainissement, de travaux, de transport et de maintenance, de 2003 à 2010.
En 2010, il est nommé ministre de l’Équipement et des Transports avant d'être nommé Premier ministre en août 2014 fonction qu'il occupa jusqu'au 30 octobre 2018.
En mars 2021, Yahya Ould Hademine est reconnu coupable de corruption et inculpé le 12 mars 2021.
En 2022, le pôle anti-corruption du Parquet de la République de Nouakchott-Ouest a annoncé, mercredi 1er juin (2022) avoir requis le renvoi devant la juridiction compétente les personnalités accusées de corruption dans le cadre du dossier de la corruption n° 001/2021, dossier dont fait partie l'ancien Premier ministre Yahya Ould Hademine.